# 李承 (北魏)
李 承（り しょう、431年 - 475年）は、北魏の人物。字は伯業。本貫は隴西郡狄道県。

## 経歴
李宝の長男として生まれた。442年（太平真君3年）、父に北魏への帰順を勧め、人質として平城に入った。北魏の太武帝に器量を認められ、姑臧侯の爵位を受けた。459年（太安5年）、父が死去すると、喪に服して孝行で知られた。文成帝の末年、龍驤将軍・滎陽郡太守として出向し、その統治は厳正なことで知られた。475年（延興5年）、死去した。享年は45。使持節・龍驤将軍・雍州刺史の位を追贈された。諡は穆といった。

## 子女
- 李韶
- 李彦
- 李虔
- 李蕤（字は延賓、歩兵校尉・東郡太守・司農少卿）
- 李暉儀（鄭平城（鄭羲の兄の鄭小白の子）の妻）

## 伝記資料
- 『魏書』巻39 列伝第27
- 『北史』巻100 列伝第88